# مارکو منگونی
مارکو منگونی (به انگلیسی: Marco Mengoni) (زاده ۲۵ دسامبر ۱۹۸۸) خواننده ایتالیایی است. او در سال ۲۰۰۹ پس از برنده شدن در فصل سوم برنامه استعدادیابی ایکس فاکتور (مجموعه تلویزیونی ایتالیا) به شهرت رسید. از آن زمان او بیش از ۲/۸ میلیون آلبوم در ایتالیا فروخته‌است، هفت بار پی در پی در جدول آلبوم‌های ایتالیایی به اوج رسیده‌است و پانزده بار وارد جدول ۱۰ آهنگ برتر ایتالیایی شده‌است.
او در مسابقه آواز یوروویژن ۲۰۱۳ نماینده ایتالیا بود.
او همچنین در مسابقه آواز یوروویژن ۲۰۲۳ هم نماینده ایتالیا بود و به مقام چهارم دست یافت.

## سابقه هنری
نخستین کار برجسته او در سال ۲۰۰۹، Dove si vola، با تک آهنگی با همین عنوان همراه بود که به رتبه اول جدول دانلودهای دیجیتال برتر ایتالیا رسید. در فوریه ۲۰۱۰، منگونی در شصتمین جشنواره موسیقی Sanremo با آهنگ "Credimi ancora" شرکت کرد و در یک رشته پانزده نفر سوم شد. این آهنگ در دومین نمایش طولانی او، Re matto، که در ایتالیا در رتبه اول قرار گرفت، گنجانده شد. EP از طریق یک تور ایتالیایی تبلیغ شد که آلبوم زنده Re matto را به صورت زنده ارائه کرد. اولین آلبوم کامل استودیویی منگونی، Solo 2.0، در سپتامبر ۲۰۱۰ منتشر شد و فدراسیون صنعت موسیقی ایتالیا به آن گواهی طلا جایزه داد.
در سال ۲۰۱۳، منگونی با آهنگ "L'essenziale" برنده شصت و سومین جشنواره موسیقی Sanremo شد. در طول مسابقه، او توسط RAI به عنوان نماینده ایتالیا در مسابقه آواز یوروویژن ۲۰۱۳ در مالمو انتخاب شد، جایی که "L'essenziale" را اجرا کرد. این آهنگ همچنین تک آهنگ اصلی آلبوم #prontoacorrere شد که چهارمین شماره یک او در جدول آلبوم‌های ایتالیایی شد. در سال ۲۰۱۵، منگونی آلبوم‌های Parole in circolo و Le cose che non-ho را منتشر کرد که بخشی از همان پروژه هنری بود، همچنین شامل ضبط زنده Marco Mengoni Live بود که همگی به رتبه یک جدول آلبوم‌های ایتالیا رسیدند. پس از همکاری Come Neve در سال ۲۰۱۷ با خواننده ایتالیایی جورجیا، او هفتمین آلبوم شماره یک متوالی خود را آتلانکو در سال ۲۰۱۸ منتشر کرد.
منگونی در طول زندگی حرفه ای خود جوایز متعددی از جمله دو جایزه TRL، نه جایزه موسیقی باد، نه جایزه موسیقی ایتالیایی ام تی وی و یک جایزه انتخاب کودک دریافت کرده‌است. در سال‌های ۲۰۱۰ و ۲۰۱۵، او برنده جایزه موسیقی MTV اروپا برای بهترین بازیگر اروپایی شد و اولین هنرمند ایتالیایی بود که برنده این جایزه شد. او همچنین در سال ۲۰۱۳ برنده جایزه موسیقی اروپایی MTV برای بهترین بازیگر جنوب اروپا شد